# کاربوبارب
کاربوبارب (انگلیسی: Carbubarb) یک مشتق باربیتورات با اثرات خواب‌آور و آرام‌بخش است.